# Степанівка (Кременчуцький район)
Степа́нівка — село в Україні, у Семенівській селищній громаді Кременчуцького району Полтавської області. Населення становить 541 осіб. Колишній центр Степанівської сільської ради.

## Географія
Село Степанівка знаходиться на березі річки Крива Руда, вище за течією примикають села Бурімка та Крива Руда, нижче за течією на відстані 4 км розташоване село Струтинівка.

## Історія
Село засноване наприкінці 17-початку 18 століття. З 1741 року його почав заселяти генеральний бунчужний Дем'ян Оболонський.  с. Степанівка належало до Лукімської сотні Лубенського полку. З 1781 - село Городиського (з 1789- Градизького повіту) Київського намісництва. За Оболонським наприкінці 18 століття в селі числилося 453 душі. 
У 1859 році у с. Степанівці - 151 двір, 958 жителів, церква
12 червня 2020 року, відповідно до розпорядження Кабінету Міністрів України № 721-р «Про визначення адміністративних центрів та затвердження територій територіальних громад Полтавської області», село увійшло до складу Семенівської селищної міської громади.
19 липня 2020 року, в результаті адміністративно - територіальної реформи та ліквідації Семенівського району, село увійшло до складу новоутвореного Кременчуцького району.

## Репресовані радянською владою односельці
1. Гирявий Данило Каленикович — 1888 року народження, місце народження: Полтавська обл. с. Степанівка Семенівського р-ну, національність: українець, соціальне походження: із селян, останнє місце проживання: с. Степанівка, Заарештований 21 листопада 1937 р., Засуджений Особливою трійкою при УНКВС Полтавської обл. 25 листопада 1937 р. за ст. 54-10 ч. 1 КК УРСР до 8 років позбавлення волі.
2. Рибка Трохим Архипович — 1887 року народження, місце народження: Полтавська обл. с. Степанівка Семенівського р-ну, національність: українець, соціальне походження: із селян, останнє місце проживання: с. Степанівка, останнє місце роботи: Голова колгоспу., Заарештований 01.02.1933 р. Засуджений Особливою нарадою при Колегії ДПУ УСРР 26.03.1933 р. за ст. ст. 54-10 ч. 1, 54-14 ч. 1 КК УСРР до 3 р. позбавлення волі. Після звільнення проживав у с. Степанівка. Бригадир промартілі., Вдруге заарештований 14.07.1938 р. Засуджений Полтавським облсудом 10.03.1939 р. за ст. 54-10 ч. 1 КК УРСР до 6 років позбавлення волі.